# Faculdade de Engenharia
A Faculdade de Engenharia (FEUCAN) é uma das unidades da Universidade Católica de Angola (UCAN). Está situada no pólo Palanca, cidade de Luanda. Comporta apenas três cursos: Telecomunicações, Informática e Petróleo, cada um com período de duração para o grau de licenciado de 5 anos.

## História
Fundada em 2001 com o curso de Engenharia Informática, sob direcção do Engº Aires Veloso.

## Cursos de Licenciatura
É responsável pelos cursos de Licenciatura em Engenharia de Telecomunicações, em Engenharia Informática e engenharia de Petróleo.

## Departamentos
- Departamento de Engenharia de Telecomunicações
- Departamento de Engenharia Informática
- Departamento de Engenharia de Petróleo